# Vigo Village
Vigo Village – wieś w Anglii, w hrabstwie Kent, w dystrykcie Gravesham. Leży 15 km na północny zachód od miasta Maidstone i 39 km na południowy wschód od centrum Londynu. W 2001 miejscowość liczyła 2201 mieszkańców.